# Lupșa
Lupșa (en hongrois : Nagylupsa, en allemand : Wolfsdorf) est une commune du județ d'Alba, Roumanie qui compte 3 052 habitants.
La commune est composée de 23 villages : Bârdești, Bârzan, Curmătură, După Deal, Geamăna, Hădărău, Holobani, Lazuri, Lunca, Lupșa, Mănăstire, Mărgaia, Mușca, Pârâu-Cărbunări, Pițiga, Poșogani, Șasa, Trifești, Valea Holhorii, Valea Lupșii, Valea Șesii, Văi et Vința.

## Démographie
D'après le recensement de 2011, la commune compte 3 052 habitants, en forte baisse par rapport au recensement de 2002 où elle en comptait 3 867.
Lors de ce recensement de 2011, 96,89 % de la population se déclare roumaine (3,08% ne déclarent pas d'appartenance ethnique).

## Politique
| Parti | Parti                                                 | Sièges |
| ----- | ----------------------------------------------------- | ------ |
|       | Parti national libéral (PNL)                          | 5      |
|       | Parti social-démocrate (PSD)                          | 4      |
|       | Alliance des libéraux et démocrates (ALDE)            | 2      |
|       | Parti Mouvement populaire (PMP)                       | 1      |
|       | Union nationale pour le progrès de la Roumanie (UNPR) | 1      |

## Galerie
|                                                 |
| Église en bois au monastère orthodoxe de Lupșa. |

|                                                                                       |
| Église en bois du monastère de Lupșa, classée monument historique (AB-II-m-A-00384) . |

|                                |
| Intérieur de l'église en bois. |